# 银西高速铁路
银西高速铁路是中国一条连接宁夏回族自治区银川市和陕西省西安市的高速铁路。正线长度617.9km，共设20个车站，设计时速为250公里，部分路段预留进一步提速条件。全线于2020年12月26日开通运营。

## 路线
线路北起宁夏自治区首府银川市，利用已开通的银兰高速铁路银川至吴忠段至吴忠市，向东南经甘肃省庆阳市、陕西省咸阳市後接入西北地区中心城市、陕西省省会西安市。
线路自既有包兰线银川站引出，设银川东站（暂缓建设）、河东机场站、灵武北站、吴忠站、惠安堡站（联络线至太中线）、甜水堡站、环县站、曲子站、庆城站、庆阳站、宁县站、彬州东站、永寿西站、乾县站（既有站改建）、礼泉南站（联络线至西平线）、咸阳北站，接入西安北站银西关中城际场。

## 历史
2015年12月26日，宁夏段开工建设。
2016年5月，银西高速铁路初步设计获批。8月25日，银西高速铁路陕西段开工。
2018年3月，银川至吴忠段進入鋪軌階段。
2019年12月29日，银西铁路银川至吴忠段与吴忠至中卫城际铁路开通运营，两段线路名称统一命名为银兰高速铁路银中段。
2020年11月3日，西安北至庆阳区段进入运行图参数测试階段。
2020年12月26日，银西高铁西吴段开通运行。

## 主要技术标准
- 铁路等级：客运专线。
- 正线数目：双线。
- 设计速度：250km/h、预留350km/h提速条件。
- 正线间距：5.0m。
- 最小曲线半径：7000m。
- 最大坡度：20‰，困难地段不大于 30‰。
- 到发线有效长度：650m。
- 列控方式：自动控制。